# ديفيد جيمس (لاعب كرة قدم)
ديفيد جيمس (بالإنجليزية: David James)‏ هو لاعب كرة قدم بريطاني في مركز نصف الجناح، ولد في 12 ديسمبر 1942 في Cambuslang ‏ في المملكة المتحدة. لعب مع كامبريدج يونايتد.